# Сорокошицький лісовий масив
Сорокоши́цький лісови́й маси́в — ландшафтний заказник місцевого значення в Україні. Розташований у межах Деснянської селищної громади Чернігівського району Чернігівської області, на північний схід від села Сорокошичі.
Площа 931 га. Статус присвоєно згідно з рішенням Чернігівського облвиконому від 04.12.1978 року № 529; від 27.12.1984 року № 454; від 28.08.1989 року № 164; від 31.07.1991 року № 159. Перебуває у віданні ДП «Остерське лісове господарство» (Сорокошицьке л-во, кв. 33, 34, 36-39, 41-45, 47-49, 130, 131, 136).
Статус присвоєно для збереження частини лісового масиву з цінними насадженнями сосни.
Ландшафтний заказник «Сорокошицький лісовий масив» розташований у межах Міжрічинського регіонального ландшафтного парку.